# Mieczysław Karłowicz
Mieczysław Karłowicz, född 11 december 1876 i Wiszniewo, Vitryssland, Kejsardömet Ryssland
död 8 februari 1909 (dödad av ett snöskred i Tatrabergen), var en polsk dirigent och tonsättare med senromantiskt tonspråk.
Karłowicz var född i en adlig familj tillhörande Ostoja klanen.

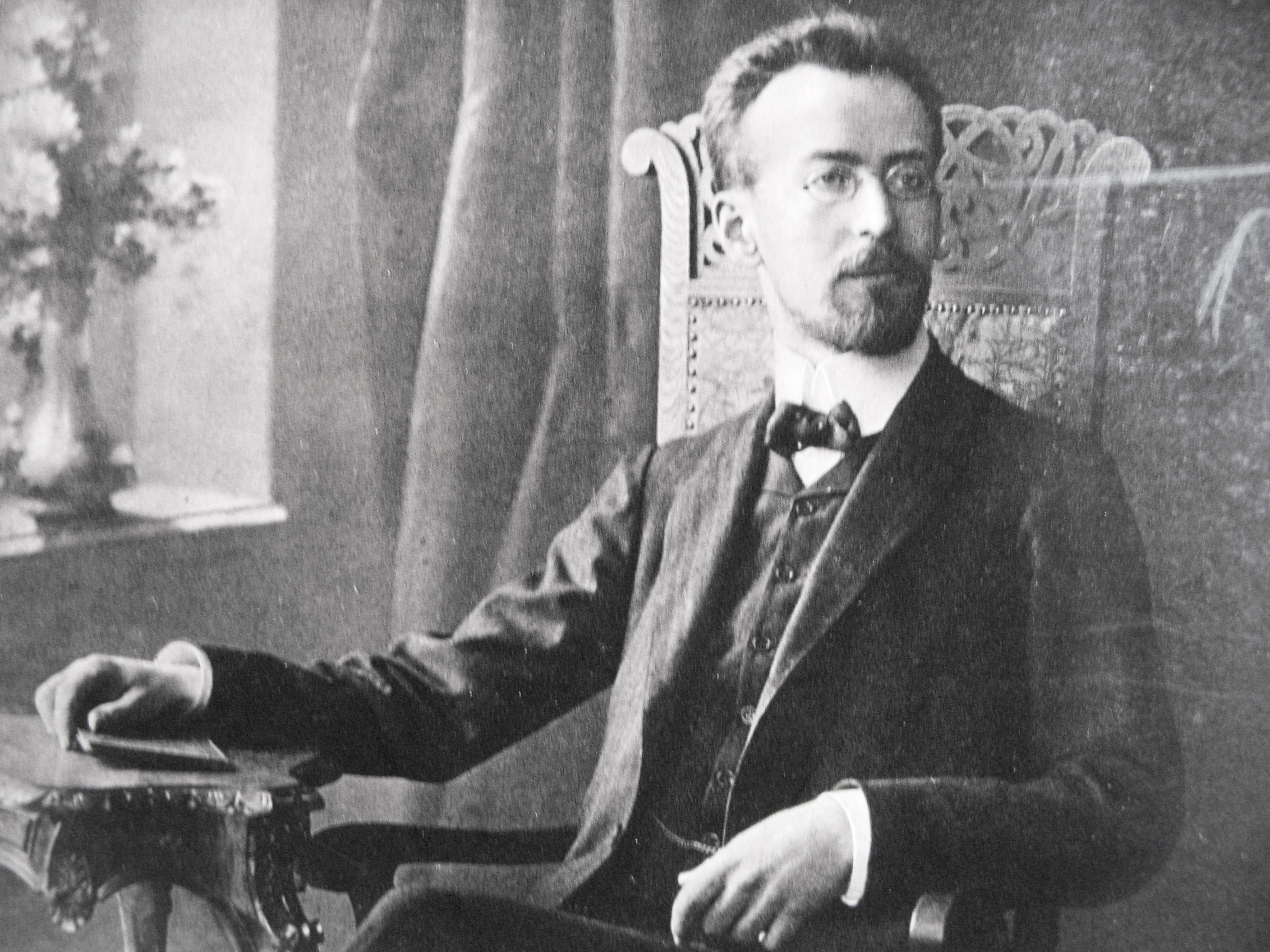
Mieczysław Karłowicz.

Efter studier i Warszawa 1890–1895, Berlin 1895–1900 och Leipzig var Karłowicz dirigent för musiksällskapet i Warszawa som under hans tid upplevde en glansperiod. Från 1906 var Karłowicz bosatt i Zakopane och ägnade sig uteslutande åt komposition. Han skrev 5 symfoniska dikter, en symfoni, en violinkonsert, pianosaker och sånger med mera samt utgav Chopins dittills outgivna brev jämte Chopin-dokument (1903; på franska 1905). Karłowicz betraktas som Polens förste betydande symfoniker och hans orkesterverk kombinerar polsk folkton med tysk romantik.